# Двенадцать священных холмов Имерины

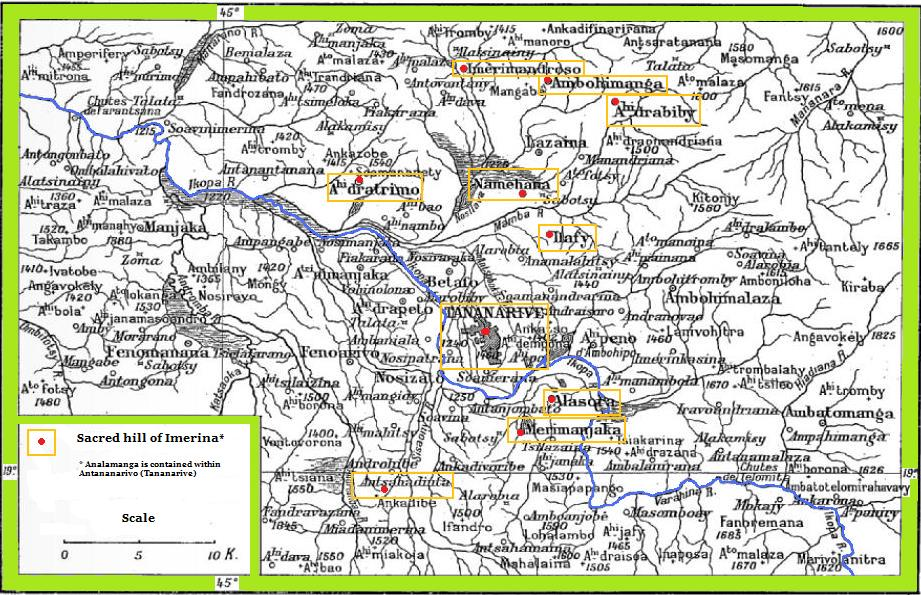
Карта священных холмов Имерины

Двенадцать священных холмов Имерины — холмы, имеющие сакральное значение для мадагаскарского народа мерина, части центрально-восточной группы малагасийцев. Большинство этих холмов, расположенных по всей Имерине, нагорью в центральной части Мадагаскара, представляет собой места расположения древних крупных городов, места рождения или погребения значимых политических и религиозных деятелей мадагаскарской истории. Первый перечень священных холмов был утверждён имеринским королём Андрианьякой , правившим в начале XVII века; новый перечень был составлен в конце XVIII века королём Андрианампуйнимериной, заменившим некоторые священные места из первоначального списка на другие. Всего, таким образом, в мадагаскарской истории статус священных имело больше 12 холмов, однако в конкретный момент времени их количество всегда составляло именно двенадцать ввиду сакрального значения данного числа в малагасийской космологии. До нынешнего времени сохранилось немного фактов, в деталях доказывавших бы прежнее значение этих мест, однако в некоторых из них сохранилось значительное археологическое и культурное наследие. Лучше всего сохранились дворец Рува (Антананариву) на холме Анамаланга, древняя крепость в Аласоре, дома и усыпальницы андриан (привилегированного сословия королевства Имерина) в Антсахадите и древние фортификации в Амбухиманге, в 2001 году включённые ЮНЕСКО в список объектов Всемирного наследия.

## История
Согласно известной легенде, имеринский король Андрианьяка (1610—1630) объявил священными двенадцать холмов в Имерине (центральном районе нагорья Мадагаскара) ввиду их исторического, политического или духовного значения для народа мерина. Король Андрианампуйнимерина (1787—1810), в свою очередь, составил новый список из двенадцати холмов, включив в него в том числе некоторые из тех, которые были объявлены таковыми Андрианьякой. Большинство этих холмов служили местоположениями столиц древних королевств, завоёванных Андрианампуйнимериной и присоединённых к формировавшемуся королевству Имерина; другие представляли собой древние центры владений различных королей и королев из династии Мерина.

## Холмы
Число двенадцать в космологии мерина считается священным; во многих источниках указывается, что у Андрианампуйнимерины было двенадцать жён, и каждую из них он поселил но одном из двенадцати священных холмов, разбросанных по всему его королевству. В реальности у него было больше двенадцати жён, а вокруг Антананариву расположено более двенадцати холмов, претендующих на статус священных. Таким образом, то, какие именно холмы должны составлять перечень двенадцати священных мест, утверждённых в таком качестве Андрианампуйнимериной, остаётся предметом споров, хотя в разных источниках в этом качестве обычно указываются одни и те же одиннадцать мест (тогда как споры чаще всего ведутся по поводу двенадцатого).

## Аласора

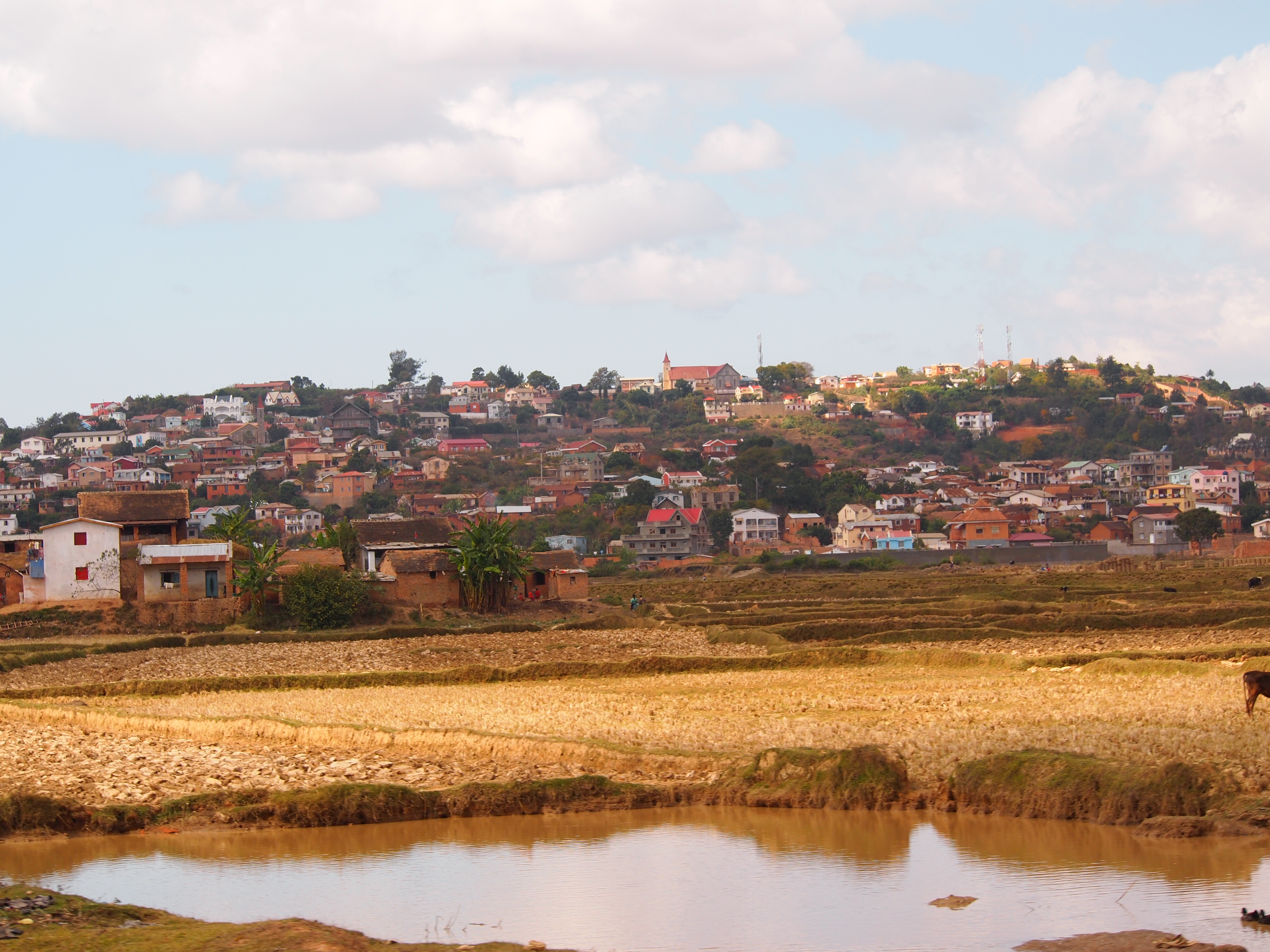
Аласора в 2013 году

Аласора (высота 1348 м, координаты: 18°57’46,08" ю. ш., 47°34’09.74" в. д.), расположенная в 15 км к северо-востоку от Антананариву, является одной из старейших деревень в Имерине, которые, как полагают, были основаны принцем Рамусимпарихой в 1490 году. Нынешнее название этому месту, согласно легендам, дали королева вазимба Рангита (1500—1520) и её брат Андрианампунга, правившие в Имериманьяке. Во времена правления дочери Рангиты, королевы Рафохи (1520—1540), столица королевства была перенесена из Имериманьяки в Аласору. Некоторые из монументальных построек появились по приказу её сына, короля Андриаманелу (1540—1575); в их числе хадиворы и хадифецы (оборонительные рвы вокруг города), а также вавахади, городские ворота, сделанные в виде большого вращающегося каменного диска, вокруг которых были посажены авиавы (фиговые деревья), являвшиеся символами королевской власти. План этого поселения стал впоследствии типовым по всей Имерине. В этом поселении находится могила Андриаманелу.

### Амбухидрабиби

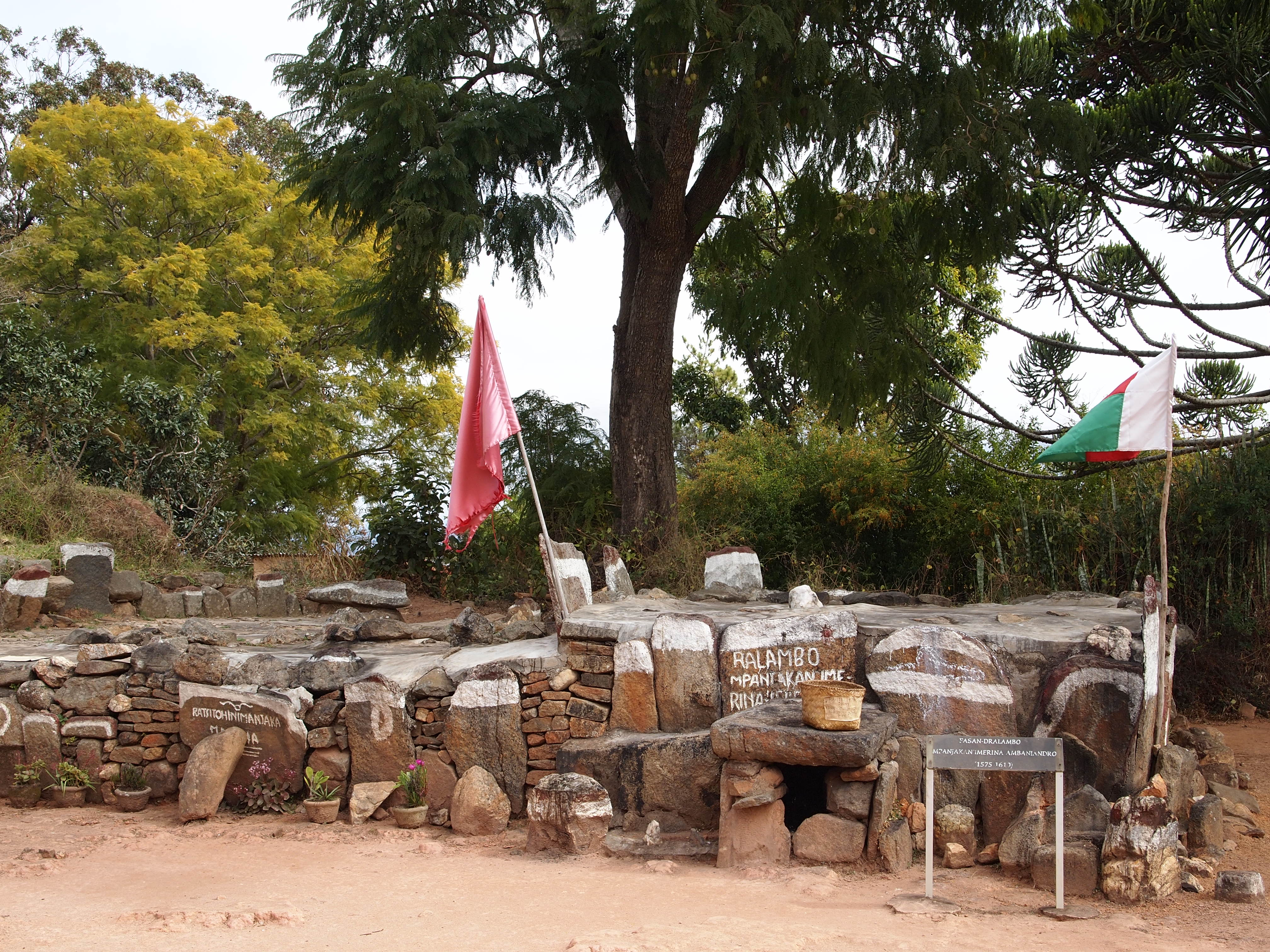
Могила короля Раламбу в Амбухидрабиби

Амбухидрабиби (или Амбухитрабиби), расположенная в 20 км от Антананариву, — бывшая столица короля Раламбу (1575—1610), похороненного здесь вместе со своим дедом (или тестем) Рабиби, вазимба и известным астрологом, по имени которого и назван холм.

### Амбухидратриму

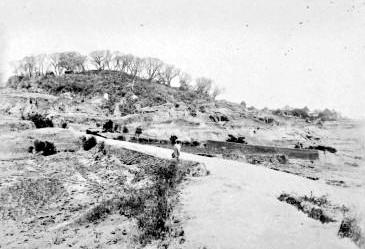
Амбухидратриму в 1901 году

Амбухидратриму (высота 1352 м, координаты: 18°49’25,52" ю. ш., 47°26’48,7" в. д.), расположенный в 17 км к северу от Антананариву, — назван в честь короля Ратриму, в середине XII века, согласно местному фольклору, ставшего первым королём, установившим власть над этой территорией. После нескольких неудачных попыток захватить холм силой Андрианампуйнимерина наконец сумел успешно включить эти земли в своё королевство, вступив в брак со своей первой женой, Рамбуламассандру, принцессой Амбухидратриму, ставшей затем, возможно, матерью его сына и преемника Радамы I.

### Амбухиманга

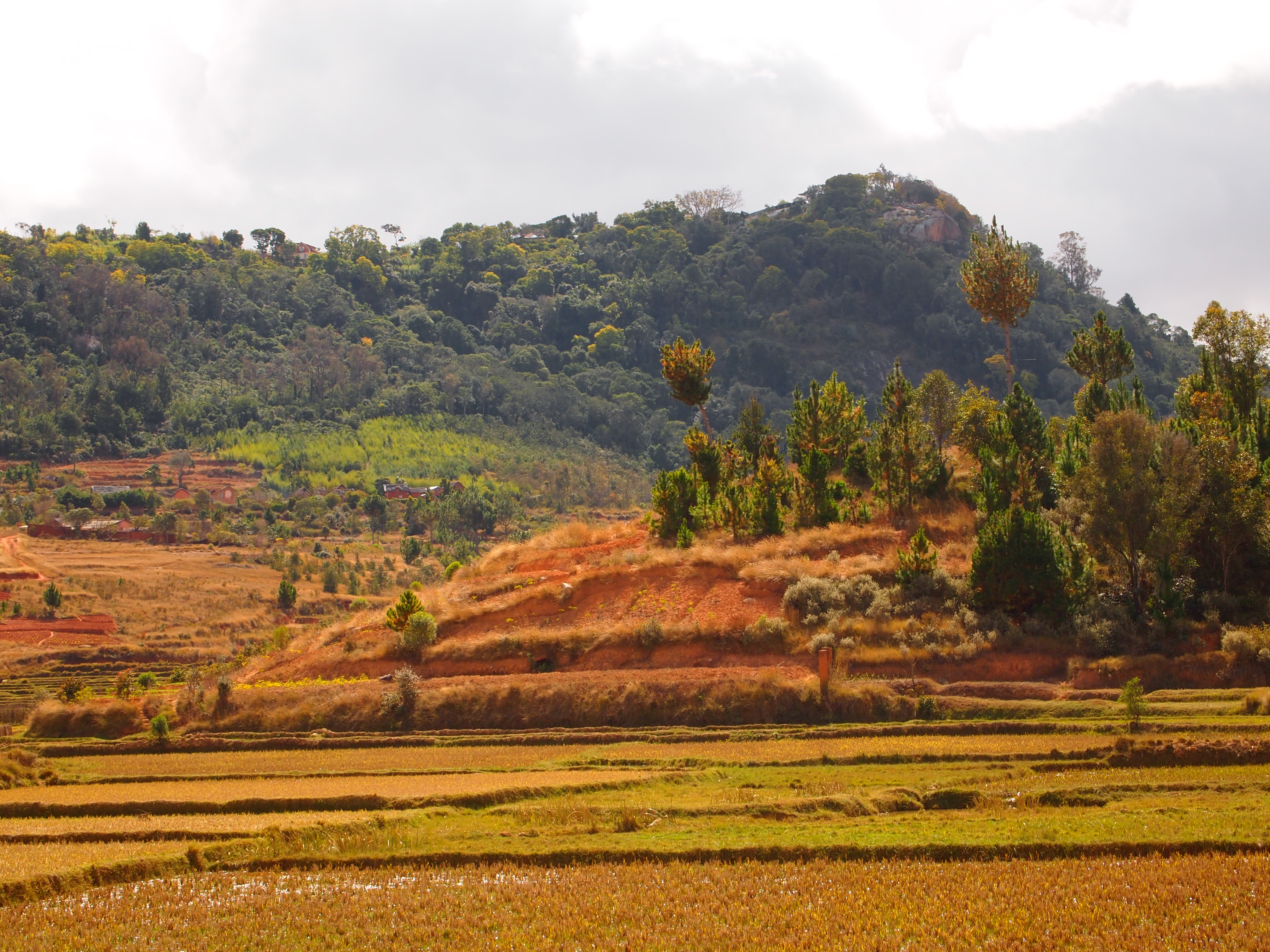
Амбухиманга в 2013 году

Амбухиманга (в переводе с малагасийского «Голубой холм»; высота 1456 м, координаты: 18°45’66,18" ю. ш., 47°33’69,30" в. д.), расположенный в 21 км к северу от Антананариву, — включён в список объектов Всемирного наследия ЮНЕСКО в 2001 году. Это поселение было столицей Имерины в период правления Андрианампуйнимерины.

### Аналаманга

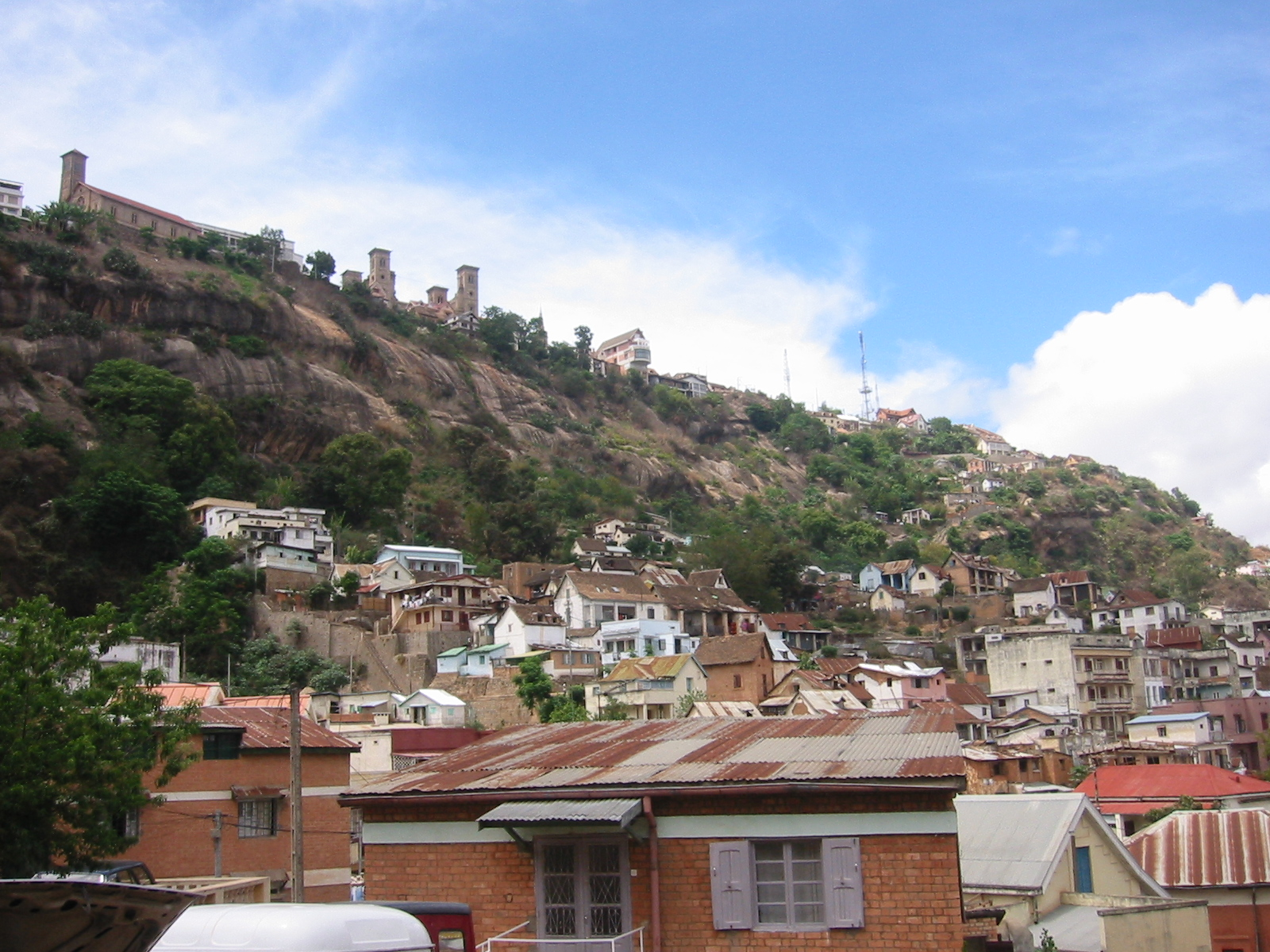
Анамаланга в 2005 году

Анамаланга (в переводе с малагасийского «Голубой лес»; координаты: 18°55’24,86" ю. ш., 47°31’56,06" в. д.), расположенный в центре современного Антананариву, — месторасположение дворца Рува. Аналаманга — самый высокий холм в Антананариву; именно на нём в период правления короля Андрианьяки (1610—1630) был возведён этот город.

### Антсахадинта
Антсахадинта (в переводе с малагасийского «Долина пиявок»; высота 1390 м, координаты: 19°00’72,18" ю. ш., 47°27’45" в. д.) — некогда крупный центр в западной Имерине с многочисленными хорошо сохранившимися деревянными домами аристократов, одной из первых двенадцати государственных школ, построенных Джеймсом Кэмероном и другими миссионерами Лондонского миссионерского общества при Радаме I, а также несколькими королевскими усыпальницами, построенными более 700 лет назад. Среди всех священных холмов Имерины это место по своему культурному и археологическому значению уступает только Амбухиманге.

### Икалуй
Икалуй (высота 1435 м; координаты: 18°35’43,72" ю. ш., 47°38’99,76" в. д.) — место рождения короля Андрианампуйнимерины. Среди развалин древнего города сохранились традиционный камень вавахади рядом со старинными каменными городскими воротами, многочисленные древние каменные усыпальницы без опознавательных знаков и хорошо сохранившийся деревянный дом аристократического семейства.

### Илафи
Илафи (координаты: 18°51’16,63" ю. ш., 47°33’54,43" в. д.), расположенный в 10 км от Антананариву, — бывшая столица королевства Андрианьяфи (1770—1787); здесь сохранился деревянный дворец для отдыха, построенный при Радаме II (1861—1863). Илафи также стал первым на Мадагаскаре местом производства огнестрельного оружия, основанным Жаном Лабором в 1833 году. Здесь же располагалась первая усыпальница короля Радамы II, его тело было погребено в ней в 1863 году; позже, в 1897 году, оно было перенесено в гробницу Радамы I на территории Рувы в Антананариву.

### Имериманьяка

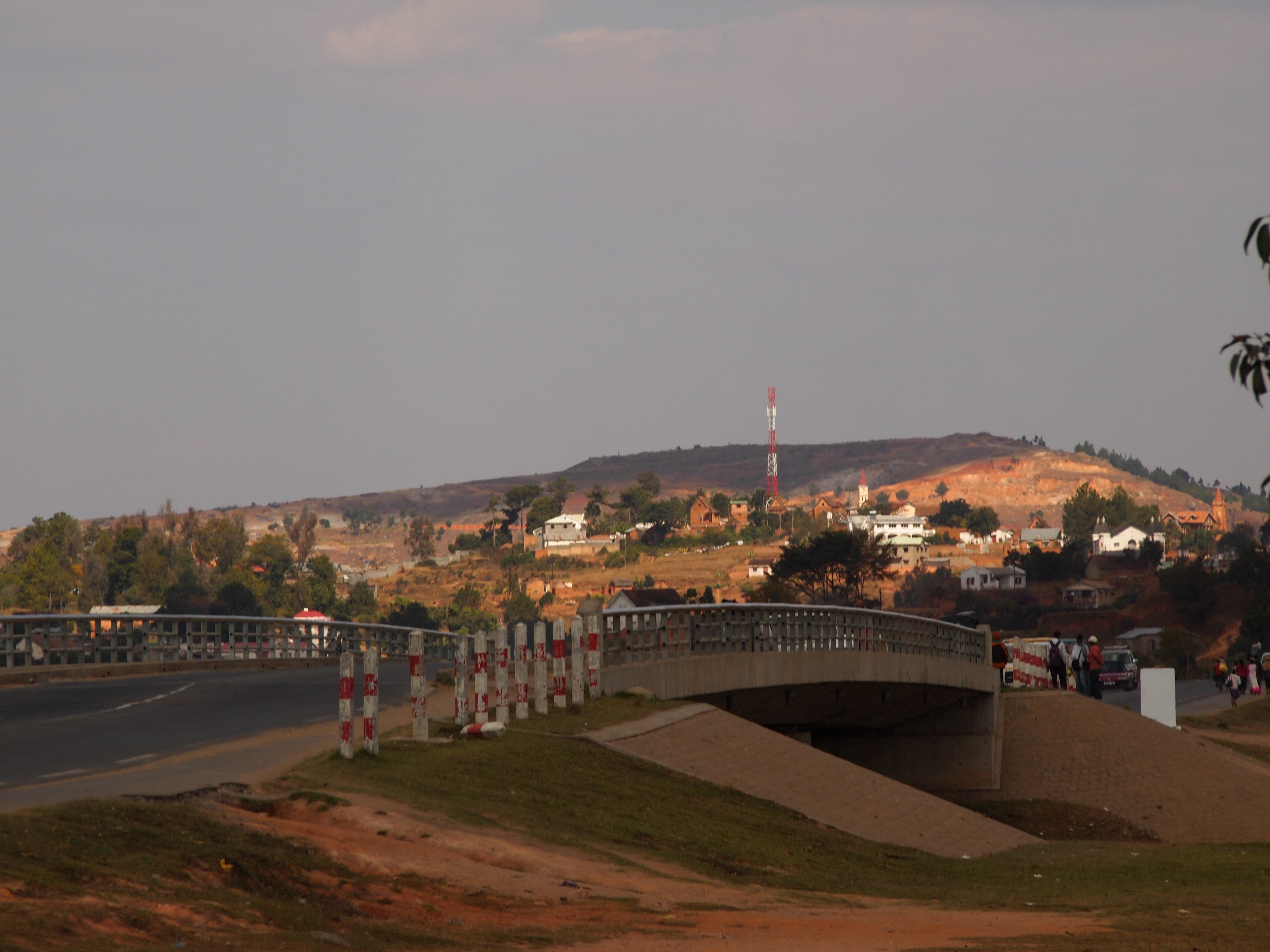
Имериманьяка в 2013 году

Имериманьяка — место усыпальниц двух королев вазимба: Рангиты, управлявшей своим королевством из располагавшегося здесь поселения, и Рафохи, матери Андриаманелу, первого короля династии Мерина.

### Имеримандусу
Имеримандрусу (координаты: 17°25’47,02" ю. ш., 48°35’32,58" в. д.) — крупное поселение эпохи вазимбы.

### Намехана
Намехана (координаты: 18°50’03" ю. ш., 47°32’55,79" в. д.) — место крупного сражения Второй франко-малагасийской войны между имеринскими и французскими войсками, произошедшего в 1895 году.

### Реже упоминаемые холмы

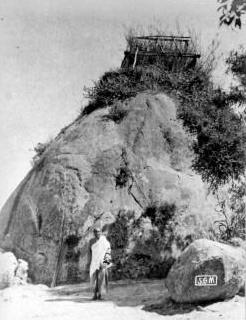
Могила короля Андирамбахуаки на холме Амбухиньясу

В числе двенадцати священных холмов упоминается множество других мест. Наиболее часто среди них в источниках отмечены следующие:
- Амбухийока (в 12 км к югу от Антананариву): родина королевы Рабоду, 15-й жены Андрианампуйнимерины. Высота холма составляет 1519 м, что делает его самым высоким из двенадцати священных холмов Имерины.
- Антонгуна — холм, на котором сохранилось два старинных королевских деревянных дворца и обнесённая стеной деревня Амборану, основанная в XVII веке.
- Андрунибе[1][5].
- Ампадрана[2][6].
- Амбунималаза[6].
- Хиарандриана[5].
- Амбатуманохина[1].
- Амбухидрапету[4].
- Фенуариву[6].
- Ихарандриана[6].
- Амбухиндротси (Амбухинтротси, Амбухиманамбуда)[6].
- Амбухитрундрана[6].
- Амбуатани:[6].
- Амбухиньясу:[6] — место, где традиционно хоронили представителей сословия андриана.
- Амбухийяфу.
- Амбухимандраньяка.